# Sinfra
Sinfra är en ort i Elfenbenskusten. Den ligger i distriktet Sassandra-Marahoué, i den centrala delen av landet, 70 km väster om huvudstaden Yamoussoukro.